# Список послов России в Парагвае
В статье представлен список послов России в Парагвае.

## Хронология дипломатических отношений
- 24 апреля 1909 г. — установлены дипломатические отношения на уровне миссий. Дипломатические отношения со стороны России осуществлялись через миссию в Рио-де-Жанейро.
- 1917 г. — дипломатические отношения прерваны после Октябрьской революции.
- 14 мая 1992 г. — установлены дипломатические отношения на уровне посольств.
- 1993—2008 гг. — дипломатические отношения со стороны России осуществлялись через посольство в Аргентине.

## Список послов
| Срок полномочий                  | Посол                            | Годы жизни | Вручение верительных грамот | Комментарии                   |
| -------------------------------- | -------------------------------- | ---------- | --------------------------- | ----------------------------- |
| Российская империя               |                                  |            |                             |                               |
| 24 апреля 1909 — 1909            | Маврикий Эдуардович Прозор       | 1849—1928  | 24 апреля 1909              | Посланник по совместительству |
| 1909 — ноябрь 1915               | Пётр Васильевич Максимов         | 1852—1915  |                             | Посланник по совместительству |
| 1916 — 1917                      | Александр Ипполитович Щербатский | 1874—1952  |                             | Посланник по совместительству |
| Временное правительство России   |                                  |            |                             |                               |
| 1917 — 26 ноября 1917            | Александр Ипполитович Щербатский | 1874—1952  |                             | Посланник по совместительству |
| Российская Федерация             |                                  |            |                             |                               |
| 28 декабря 1993 — 8 июня 1996    | Ян Анастасьевич Бурляй           | род. 1947  |                             | По совместительству           |
| 8 июня 1996 — 22 августа 2000    | Владимир Львович Тюрденев        | род. 1949  |                             | По совместительству           |
| 22 августа 2000 — 13 июля 2004   | Евгений Михайлович Астахов       | род. 1937  |                             | По совместительству           |
| 13 июля 2004 — 22 декабря 2008   | Юрий Петрович Корчагин           | род. 1950  |                             | По совместительству           |
| 22 декабря 2008 — 1 мая 2011     | Игорь Игоревич Ежов              | 1953—2011  | 6 апреля 2009               |                               |
| 2011 — 2012                      | Сергей Юрьевич Рещиков           | род. 1960  |                             | Временный поверенный          |
| 25 апреля 2012 — 25 июня 2015    | Григорий Иванович Машков         | род. 1955  |                             |                               |
| 25 июня 2015 — 5 октября 2020    | Николай Карлович Тавдумадзе      | род. 1956  |                             |                               |
| 5 октября 2020 — настоящее время | Александр Борисович Писарев      | род. 1956  | 9 февраля 2021              |                               |